# Emerson-Franklin
Emerson-Franklin es un municipio canadiense situado en la provincia de Manitoba.

## Superficie
Emerson-Franklin tiene una superficie de 970,19 km².

## Demografía
En 2021, tenía 2437 habitantes, una densidad poblacional de 2,5 hab./km², y 1134 viviendas.